# Phasidia meridionalis
Phasidia meridionalis är en fjärilsart som beskrevs av William Schaus 1892. Phasidia meridionalis ingår i släktet Phasidia och familjen nattflyn. Inga underarter finns listade i Catalogue of Life.